# John Slettvoll
John Adolf Slettvoll, tidigare Andersson, född 15 november 1944 i Umeå stadsförsamling, Västerbottens län, är en svensk ishockeytränare.
Slettvoll hade en spelarkarriär under 1970-talet i IF Björklöven. I sin bästa säsong där, 1975/1976, gjorde han 20 poäng på 19 matcher.
Sedermera har han varit tränare för Skellefteå AIK och  Björklöven samt HC Lugano och Rapperswil i den schweiziska hockeyligan.
Slettvoll har även gjort karriär som bisittare i Sportexpressens (sedermera TV4sport) hockeysändningar.
Han har sedan februari 2004 även drivit företag i form av sin enskilda firma, vars huvudsakliga verksamhet är personalutbildning.
Slettvoll har visat intresse till att bli den nya tränaren för IF Björklöven helt gratis om klubben går i konkurs.
John Slettvoll är äldre bror till politikern Eva Goës.